# راوی (رپر)
کیم وون‌شیک (متولد ۱۵ فوریه ۱۹۹۳) شناخته شده با نام هنری راوی، رپر، خواننده، ترانه‌سرا، تولیدکننده و آهنگساز تحت فعالیت کمپانی جلی‌فیش در کرهٔ جنوبی است. او عضوی از گروه پسرانهٔ ویکس و زیرگروه ویکس ال آر می‌باشد. او کار سولوی خود را از ۹ ژانویه ۲۰۱۷ با اولین مینی آلبوم خود با عنوان «پی بردن» آغاز کرد.

## زندگی کاری

### ۲۰۱۲–۲۰۱۳: شروع به کار باویکسو آهنگسازی
راوی یکی از ده شرکت‌کنندهٔ برنامهٔ مایدول بود که در نهایت به عنوان عضوی برای ویکس انتخاب شد و در سال ۲۰۱۲ با آهنگ «ابرقهرمان» شروع به کار کرد. طی مایدول، راوی در موزیک ویدیوی «بذار این از بین بره» از بریان جو و «تکونش بده» از سو این گوک حضور داشت. او همین‌طور در نوشتن متن «ابرقهرمان» هم همکاری داشته‌است.
در سال ۲۰۱۳، او همراه با دیگر اعضای گروه در قسمت چهارم سریال وارثان حضور داشت.

### ۲۰۱۴–۲۰۱۵: همکاری‌ها و شروع به کار با زیرگروهویکس اِل‌آر
در سال ۲۰۱۴ راوی در آهنگ «دنیا رو بلرزون» از خوانندهٔ آمریکایی، چاد فیوچر حضور داشت.
در سال ۲۰۱۵، راوی در مسابقهٔ «شو می د مانی ۴» شرکت کرد ولی در دور دوم از مسابقات حذف شد. او آهنگ چینی «عشق الماسی» از رین را برای این مسابقه کاور کرد.
در ۷ اوت ۲۰۱۵، کمپانی جلی‌فیش تریلری برای یک روزشماری عجیب منتشر کرد که در آن تمام اعضا غیب شدند و فقط لئو و راوی ماندند. این باعث گمانه زنی‌های طرفداران برای ایجاد یک زیرگروه شد که در نهایت زیرگروه ویکس ال آر تشکیل شد.
جلی‌فیش تأیید کرد که ویکس ال آر اولین زیرگروه گروه ویکس خواهد بود که متشکل از رپر راوی و ووکالیست لئو است. مینی آلبوم شروع به کار آن‌ها با عنوان «دروغگوی زیبا» در ۱۷ اوت ۲۰۱۵ منتشر شد. آن‌ها در همان روز اولین شوکیس خود را هم برگزار کردند.
در دسامبر ۲۰۱۵، راوی در آهنگ «وقتی که بارون می‌باره» از گروه ملودی دی حضور داشت.
در ۳۱ دسامبر ۲۰۱۵، راوی تیزری از اولین میکس تیپ خود با عنوان «تولد دوباره» منتشر کرد که توسط خودش، نوشته، آهنگسازی و تولید شده‌است.

### ۲۰۱۶–در حال حاضر: ریبرث، دمن‌را، و شروع به کار سولو با نیروانا، ریلایز و روک بوک
در ۴ ژانویه ۲۰۱۶، راوی اولین پیش نمایش خود را از میکس تیپش با ترک «باید کجا برم» همراه با میکرودات منتشر کرد. پیش نمایش بعدی آهنگ «او اکس» بود که همراه با بیسیک، برندهٔ «شو می د مانی ۴» در ۲۰ ژانویه ۲۰۱۶ منتشر شد. آهنگ سوم «دخترای خوب» نام داشت که همراه با هان‌هه و سولمَن در ۴ فوریه منتشر شد. چهارمین و آخرین پیش نمایش آهنگ «حرکت» بود که ۲۲ فوریه منتشر شد. همهٔ پیش نمایش‌های منتشر شده در کانال یوتویوب رسمی ویکس و همین‌طور سوند کلود راوی منتشر شد. در ۴ مارس ۲۰۱۶، ترک لیست بر روی اینستاگرام راوی قرار گرفت. ورژن کامل «ریبرث» در ۱۲ مارس ۲۰۱۶ منتشر شد و راوی شوکیسی را به مناسبت انتشار آن در روزهای ۱۹ و ۲۰ مارس برگزار کرد که در آن بیسیک و اِسبی و سم و اسپک به عنوان اجراکننده و اعضای ویکس، لئو، ان، کن، هونگ‌بین و هیوک هم به‌عنوان مهمان حضور داشتند.
در ۱۴ ژوئیه ۲۰۱۶، راوی در پروژهٔ جلی‌باکس با سینگل دمن‌را همراه با سم و اسپک حضور پیدا کرد که برای آن موزیک ویدئویی هم منتشر شد. در ۲۶ سپتامبر، راوی میکس تیپی با عنوان «کی هستی» با همکاری سوپربی منتشر کرد.
در اکتبر ۲۰۱۶ همراه با انتشار کراتوس، تعداد آهنگ‌های نوشته و ساخته شده توسط راوی به ۴۶ آهنگ رسید.
در ۲۶ دسامبر ۲۰۱۶، اعلام شد که راوی رسماً کار سولوی خود را با مینی آلبومی به اسم «ریلایز» از ۹ ژانویه شروع می‌کند و کنسرتی را از ۶ ژانویه تا ۸ ژانویه برگزار خواهد کرد. پیش نمایش این آلبوم، آهنگ «تنها در خانه» بود که همراه با جونگ یونگ هوا در تاریخ ۴ ژانویه منتشر شد. در ۹ ژانویه، راوی آلبوم شروع به کار خود را منتشر کرد که شامل ۳ ترک از میکس تیپ‌های قدیمی‌اش و ۴ آهنگ جدید می‌شد که آهنگ اصلی آلبوم «بمب» نام داشت که با همکاری سن ایی بود. در این آلبوم، تمام آهنگ‌ها توسط خود راوی نوشته، تنظیم، ساخته و تولید شده‌است.
در ۷ فوریه ۲۰۱۹، راوی و چونگ‌ها تأیید کردند که آهنگشان را در تاریخ ۱۸ فوریه منتشر خواهند کرد. در آن روز، آهنگ Live منتشر شد.
بعداً در تاریخ ۲۲ فوریه، اعلام شد که دومین مینی آلبوم راوی با نام «روک بوک» در تاریخ ۵ مارس منتشر خواهد شد.
راوی در مدتی بعد از آن، با آهنگ‌های «کت‌وشلوار» و «راهرو» در برنامه‌های متفاوتی اجرا کرد.
سومین کنسرت سولوی راوی با نام «اجرای زندهٔ واقعی، روک بوک» از تاریخ ۲۲ تا ۲۴ مارس در سئول در سالن زندهٔ یس ۲۴ برگزار شد.

## کمپانی راوی
در تاریخ ۲۷ ژوئن ۲۰۱۹، راوی از طریق توییتر و اکانت اینستاگرامش اسم کمپانی هیپ‌هاپ خودش «گروولین» را اعلام کرد؛ «گروولین» ترکیب دو کلمهٔ «گروو» و «گوبلین» است که به معنای «هنرمندای باحال شرق» می‌باشد.
این کمپانی شامل کُولدبی، چیلین هومی و شیدو می‌باشد که قبلاً هم با راوی همکاری داشته‌اند.

## دیسکوگرافی

### آلبوم‌ها
| عنوان    | جزئیات | جایگاه در چارت‌ها | فروش         |
| عنوان    | جزئیات | گائون کره        | فروش         |
| -------- | --- | ---------------- | ------------ |
| الدورادو | - منتشر شده: ۲۴ فوریه ۲۰۲۰ - کمپانی: گروولین - فرمت: سی دی، دانلود دیجیتال لیست آهنگ‌ها 1. الدورادو 2. پوزی (همراه با خوندی پاندا) 3. کابوس‌گیر (همراه با رِدی و بیل استَکس) 4. لوفای (همراه با سیک‌کِی) 5. راک‌استار (همراه با پولالتو) 6. الهه (همراه با شیدو) 7. 여포 (همراه با روحان و چیلین هومی) 8. دوبرمن (همراه با جی۲) 9. کاوشِ تمام‌وقت (همراه با سوکودومو و رَف ساندو) 10. 칼춤 (رقص چاقو) (همراه با شیدو و کُلدبِی و چیلین هومی) 11. من کجام (ریمیکس گروولین) (همراه با شیدو و کُلدبِی) | ۵                | - کره: ۷٬۵۸۳ |

### آهنگ‌ها
| عنوان                                                                        | جزئیات | وضعیت در نمودارها | وضعیت در نمودارها | وضعیت در نمودارها | فروش          |
| عنوان                                                                        | جزئیات | گائون کره         | تایوان            | جهانی آمریکا      | فروش          |
| ---------------------------------------------------------------------------- | --- | ----------------- | ----------------- | ----------------- | ------------- |
| ریلایز                                                                       | - منتشر شده: ۹ ژانویه ۲۰۱۷ - کمپانی: جلی‌فیش و سی‌جِی - فرمت: سی دی، دانلود دیجیتال لیست آهنگ‌ها 1. بمب (همراه با سن ایی) 2. رُز (همراه با کن از ویکس) 3. لَدی دَدی (همراه با جِرو و میکرودات) 4. 나홀로 집에 (تنها در خانه) (همراه با جونگ یونگ هوا) 5. 아 몰라 일단 رقصو انجام بده 6. به من تکیه کن 7. 뇌비우스의 띠 (نوار موبیوس) (همراه با اِسبی)                                                                                           | ۲                 | ۱۱                | ۸                 | - کره: ۲۲٬۸۳۹ |
| روک بوک                                                                      | - منتشر شده: ۵ مارس ۲۰۱۹ - کمپانی: جلی‌فیش - فرمت: سی دی، دانلود دیجیتال لیست آهنگ‌ها 1. کتابِ قلعه 2. کت‌وشلوار 3. لایه‌لایه (همراه با سای) 4. 녹는점(رصد) (همراه با کُلدبِی) 5. راهرو 6. جهان (همراه با ریک بریجز) 7. هودی (همراه با شیدو و رَف ساندو) 8. (آهنگ اضافه) زنده(همراه با چونگ‌ها) | ۶                 | —                 | —                 | - کره: ۱۸٬۳۰۴ |
| لیمیتلس                                                                      | - منتشر شده: ۸ نوامبر ۲۰۱۹(بخش اول) ۲۵ نوامبر ۲۰۱۹ (بخش دوم) - کمپانی: گروولین - فرمت: سی دی، دانلود دیجیتال لیست آهنگ‌ها بخش یک 1. اِن‌زدتی 2. نامحدود (همراه با سیک‌کِی و شیدو) 3. زهر (همراه با جا مِز) 4. زامبی 5. کله‌خر (همراه با کُلدبِی) 6. لاف (همراه با چیلین‌هومی) بخش دو 1. سؤال و جواب (همراه با زِن دِ زیلا) 2. چطور تونستی (همراه با رَف ساندو) 3. برقو روشن کن (همراه با تواِلو) 4. مواد (همراه با کیم هیوایون) 5. 각성 (برانگیختگی) | —                 | —                 | —                 |               |
| "—" denotes releases that did not chart or were not released in that region. | |                   |                   |                   |               |

### میکس تیپ‌ها
| عنوان     | جزئیات آلبوم | وضعیت در نمودار |
| عنوان     | جزئیات آلبوم | جهانی آمریکا    |
| --------- | --- | --------------- |
| ریبرث     | - منتشر شده: ۱۲ مارس ۲۰۱۶ - کمپانی: جلی‌فیش، سی‌جِی - فرمت: رسانه جاری | —               |
| ریبرث     | - انتشار دوباره: ۵ ژانویه ۲۰۱۸ (ریبرث ۲۰۱۶) - کمپانی: جلی‌فیش، سی‌جِی - فرمت: دانلود دیجیتال لیست آهنگ‌ها 1. تولد دوباره 2. حرکت 3. به من تکیه کن 4. او اِکس(همراه با بیسیک) 5. 뇌비우스의 띠 (نوار موبیوس) (همراه با اِسبی) 6. پایش(آهنگ میانی) 7. 끄덕끄덕 (سر تکون‌دادن) (همراه با دونات‌مَن) 8. 착한 여자 (دخترای خوب) (همراه با هان‌هه و سولمَن) 9. 아 몰라 일단 رقصو انجام بده 10. کجا باید برم (همراه با میکرودات) 11. کجا باید برم (ورژن سولو) 12. تو کی هستی (همراه با سوپربی) 13. رؤیای شفاف (همراه با میکرودات) 14. هونگ گیل‌دونگ | —               |
| نیروانا   | - منتشر شد: ۲۲ ژانویه ۲۰۱۸ - کمپانی: جلی‌فیش، سی‌جِی - فرمت: دانلود دیجیتال لیست آهنگ‌ها 1. 끓는점 (نقطهٔ جوش) (همراه با سیک‌کِی) 2. آفتاب‌پرست 3. نیروانا (همراه با پارک جی-مین) 4. راوی دا لوکا 5. موعدِ پرداخت (همراه با چو چو آه و اواِل‌اِن‌اِل) 6. الکل 7. من کجام (همراه با میکرودات) | ۵               |
| کیچن      | - تاریخ انتشار: ۲۶ ژوئن ۲۰۱۸ - کمپانی: جلی‌فیش، سی‌جِی - فرمت: دانلود دیجیتال لیست آهنگ‌ها 1. بازپرداخت (همراه با کوگی) 2. مشاجره 3. ماهیتابه (همراه با میکرودات و دابل‌کِی) 4. 파블로프의 개 (همراه با بیسیک و کُلدبِی) 5. شب ترسناک 6. (آهنگ اضافه) گلوله | —               |
| نیروانا ۲ | - تاریخ انتشار: ۲۹ اوت ۲۰۱۹ - کمپانی: گروولین - فرمت: دانلود دیجیتال لیست آهنگ‌ها 1. دو قطره قطره (همراه با پارک جی‌وو و مِیک اِ مووی) 2. پلنگ (همراه با سولار از مامامو) 3. هنوز هم نیروانا (همراه با هائون و شیدو) 4. اوآی 5. نسخه 6. 고객 (خدمت) 7. اسب تک‌شاخ (همراه با کُلدبِی) | —               |

### تک‌آهنگ
| عنوان                                                 | سال                  | وضعیت در نمو دار     | فروش                    | آلبوم                   |
| عنوان                                                 | سال                  | گائون کره            | فروش                    | آلبوم                   |
| به عنوان هنرمند اصلی                                  | به عنوان هنرمند اصلی | به عنوان هنرمند اصلی | به عنوان هنرمند اصلی    | به عنوان هنرمند اصلی    |
| ----------------------------------------------------- | -------------------- | -------------------- | ----------------------- | ----------------------- |
| "دَمن‌را" (همراه با سم و اسپک)                          | ۲۰۱۶                 | —                    | —                       | Non-album singles       |
| "کی هستی" (همراه با سوپر بی)                          | ۲۰۱۶                 | —                    | —                       | Non-album singles       |
| "تنها در خانه" (나홀로 집에) (همراه با جونگ یونگ هوا) | ۲۰۱۷                 | ۸۳                   | - کره (دانلود): ۱۹٬۹۸۷+ | ریلایز                  |
| "بمب" (همراه با سن ایی)                               | ۲۰۱۷                 | ۶۰                   | - کره (دانلود): ۱۸٬۵۰۳+ | ریلایز                  |
| همکاری‌ها                                              |                      |                      |                         |                         |
| "دنیا رو تکون بده" (چاد فیوچر)                        | ۲۰۱۴                 | —                    | —                       | اولین مینی آلبوم        |
| "عشق الماسی" (رین)                                    | ۲۰۱۵                 | —                    | —                       | آهنگ سریال "عاشق الماس" |
| "وقتی بارون می‌باره" (비가 내리면) (ملودی دی)          | ۲۰۱۵                 | ۴۱                   | - کره: ۴۰٬۱۱۲+          | رنگ                     |
| "حس می‌کنم ترک شدم" (کیگِن و الوفان و اِسبی)             | ۲۰۱۶                 | —                    | —                       | اصلی                    |
| "ازم استفاده کن" (کیم وان سون)                        | ۲۰۱۶                 | —                    | —                       | Non-album single        |
| "موج" (میکرودات و لیل بوی)                            | ۲۰۱۶                 | —                    | —                       | +۶۴                     |

## کنسرت‌ها

### کنسرت‌های اصلی
- ۲۰۱۶: اولین مهمانی زندهٔ راوی، ریبرث
- ۲۰۱۷: اولین برنامهٔ زندهٔ واقعی راوی، ریلایز
- ۲۰۱۸: دومین برنامهٔ زندهٔ واقعی راوی، نیروانا
- ۲۰۱۸: اولین تور اروپای سولوی راوی
- ۲۰۱۹: سومین برنامهٔ زندهٔ واقعی راوی، روک بوک

### حضور به‌عنوان هنرمند همراه
- ۲۰۱۷: نمایش رپ‌بیت ۲۰۱۷ در استرالیا

## فیلم‌شناسی

### برنامه‌های متفرقه
| سال  | شبکه         | عنوان                     | یادداشت                               |
| ---- | ------------ | ------------------------- | ------------------------------------- |
| ۲۰۱۵ | اِم‌نت         | پول رو بهم نشون بده ۴     | شرکت‌کننده، حذف شده                    |
| ۲۰۱۶ | اِم‌بی‌سی موزیک | پروژه گوگودان - سفر مدرسه | راوی                                  |
| ۲۰۱۸ | اِم‌بی‌سی       | ۳۰۰ مرد واقعی             | بازیگر همراه                          |
| ۲۰۱۹ | تی‌وی‌اِن       | شنبهٔ فوق‌العاده            | مهمان همراه با کیم سه جونگ از گوگودان |
| ۲۰۱۹ | کی‌بی‌اِس       | ۲ روز و ۱ شب              | عضو عادی                              |